# فرایند ورود مارکوف
در نظریه صف، برای مدل کردن ورود مشتریان به صف از فرایند ورود مارکوف استفاده می‌شود.
فرایند پواسون، فرایند ورود مارکوف و فرایند ورود دسته‌ای مارکوف برخی از رایج ترین‌ها محسوب می‌شوند.

## سابقه
فرایندهای ورودی مارکوف دارای دو فرایند است . فرایند مارکوف در زمان پیوسته {\displaystyle j(t)}، فرایندهای مارکوف که توسط یک مولد یا ماتریس تغییرات {\displaystyle Q} تولید می‌شود. فرایند دیگر یک فرایند شمارنده است {\displaystyle N(t)}، که دارای فضای حالت {\displaystyle \mathbb {N} _{0}:=\mathbb {N} \cup \{0\}} (که در آن {\displaystyle \mathbb {N} } مجموعه‌ای از تمام اعداد طبیعی)
```
که هر زمان 

  

    

      

        
N

        
(

        
t

        
)

      

    

    
{\displaystyle N(t)}

  

 افزایش می‌بابد و یک‌گذار 

  

    

      

        
j

        
(

        
t

        
)

      

    

    
{\displaystyle j(t)}

  

  وجود داشته و علامتگذاری شده‌است .
```

## فرایند پواسون
فرایند ورود پواسون یا فرایند پواسون تعداد ورودی‌ها را می‌شمارد به‌طوری‌که هریک از آن‌ها دارای توزیع نمایی بین ورود می‌باشد . در حالت کلی این مورد با ماتریس تغییرات نشان داده است ،
{\displaystyle Q=\left[{\begin{matrix}-\lambda _{0}&\lambda _{0}&0&0&\dots \\0&-\lambda _{1}&\lambda _{1}&0&\dots \\0&0&-\lambda _{2}&\lambda _{2}&\dots \\\vdots &\vdots &\ddots &\ddots &\ddots \end{matrix}}\right]\;.}
در حالت همگن ساده‌تر هم می‌شود.
{\displaystyle Q=\left[{\begin{matrix}-\lambda &\lambda &0&0&\dots \\0&-\lambda &\lambda &0&\dots \\0&0&-\lambda &\lambda &\dots \\\vdots &\vdots &\ddots &\ddots &\ddots \end{matrix}}\right]\;.}
در اینجا هر حالت‌گذار مشخص شده‌است .

## فرایندهای ورود مارکوف
فرایند ورود مارکوف (MAP) یک تعمیم از فرایند پواسون با توزیع غیر نمایی موقت بین ورودی‌ها است. در وضعیت همگن، ماتریس تغییرات به صورت زیر است ،
{\displaystyle Q=\left[{\begin{matrix}D_{0}&D_{1}&0&0&\dots \\0&D_{0}&D_{1}&0&\dots \\0&0&D_{0}&D_{1}&\dots \\\vdots &\vdots &\ddots &\ddots &\ddots \end{matrix}}\right]\;.}
ورود در زمان‌گذار رخ می هد و باعث افزایش سطح (گذار مشخص شده ) می‌شود به عنوان مثال در تغییر حالت در زیر ماتریس {\displaystyle D_{1}} .
در زیر ماتریس‌های {\displaystyle D_{0}} و {\displaystyle D_{1}} با عناصر {\displaystyle \lambda _{i,j}} و تغییرات فرایند پواسون ،
{\displaystyle 0\leq [D_{1}]_{i,j}<\infty }
{\displaystyle 0\leq [D_{0}]_{i,j}<\infty \;\;\;\;i\neq j}
{\displaystyle [D_{0}]_{i,i}<0\;}
و
{\displaystyle (D_{0}+D_{1}){\boldsymbol {1}}={\boldsymbol {0}}}
چندین مورد خاص در فرایند ورود مارکوف وجود دارد.

### فرایندهای پوآسون با مدوله مارکوف
فرایندهای پوآسون با مدوله مارکوف یا MMPP که {\displaystyle m} به وسیلهٔ فرایندهای پواسون تغییر می‌کند .
در صورتی که هر یک از فرایندهای پواسون {\displaystyle m} دارای تغییرات {\displaystyle \lambda _{i}} و فرایند اساسی تولید شده به وسیلهٔ یک ماتریس مولد {\displaystyle m\times m} باشد.، سپس در MAP نمایش داده می‌شود،
{\displaystyle D_{1}=\operatorname {diag} \{\lambda _{1},\dots ,\lambda _{m}\}}
ماتریس قطری در تغییرات پواسون است و
{\displaystyle D_{0}=R-D_{1}}

### فرایندهای تجدید فاز-نوع
فرایندهای تجدید فاز-نوع یک فرایند ورود مارکوف با توزیع فاز-نوع بین دو زمان ورود است . به‌طور مثال اگر یک فرایند ورودی بین دو ورود که زمان توزیع PH {\displaystyle ({\boldsymbol {\alpha }},S)} با یک بردار خروجی نشان داده شد {\displaystyle {\boldsymbol {S}}^{0}=-S{\boldsymbol {1}}}، فرایند ورودی یک ماتریس مولد دارد ،
{\displaystyle Q=\left[{\begin{matrix}S&{\boldsymbol {S}}^{0}{\boldsymbol {\alpha }}&0&0&\dots \\0&S&{\boldsymbol {S}}^{0}{\boldsymbol {\alpha }}&0&\dots \\0&0&S&{\boldsymbol {S}}^{0}{\boldsymbol {\alpha }}&\dots \\\vdots &\vdots &\ddots &\ddots &\ddots \\\end{matrix}}\right]}

## فرایند ورود دسته‌ای مارکوف
فرایند ورود دسته‌ای مارکوف (BMAP) یک فرایند ورود مارکوف دارای ورودی‌ها بزرگتر از یک است . در وضعیت همگن، ماتریس تغییرات به صورت زیر است ،
{\displaystyle Q=\left[{\begin{matrix}D_{0}&D_{1}&D_{2}&D_{3}&\dots \\0&D_{0}&D_{1}&D_{2}&\dots \\0&0&D_{0}&D_{1}&\dots \\\vdots &\vdots &\ddots &\ddots &\ddots \end{matrix}}\right]\;.}
یک ورودی با اندازه {\displaystyle k} هر زمان رخ می‌دهد که‌گذار اتفاق می افتد . زیر ماتریس {\displaystyle D_{k}} دارای عناصر {\displaystyle \lambda _{i,j}} است و تغییرات فرایند پواسون :
{\displaystyle 0\leq [D_{k}]_{i,j}<\infty \;\;\;\;1\leq k}
{\displaystyle 0\leq [D_{0}]_{i,j}<\infty \;\;\;\;i\neq j}
{\displaystyle [D_{0}]_{i,i}<0\;}
و
{\displaystyle \sum _{k=0}^{\infty }D_{k}{\boldsymbol {1}}={\boldsymbol {0}}}